# Model 3113
De Model 3113 is een stoel ontworpen door Arne Jacobsen in 1955.